# Cristina Ibarrola
Cristina Ibarrola Guillén (Pamplona, 3 de juny de 1969) és una metgessa i política navarresa, que va exercir com alcaldessa de la ciutat de Pamplona entre juny i desembre de 2023. És membre del partit Unió del Poble Navarrès.

## Biografia
Llicenciada en Medicina i Cirurgia per la Universitat de Navarra, es va especialitzar en medicina familiar i comunitària. Va completar la seva formació amb un màster en Gestió Sanitària per l'IESE(2008), amb un postgrau en Avaluació de Tecnologies Sanitàries per la Universitat Pompeu Fabra (2016) i un màster Universitari en gestió i planificació sanitària per a directius de salut per la Universitat Europea de Madrid (2018).
Va treballar com a doctora d'urgències a l'Hospital de Navarra i a alguns centres d'atenció primària de l'Osasunbidea, treballant després en gestió de la salut. El 2011 va ser designada directora general de Salut en el govern de Yolanda Barcina. El 2019 va ser triada parlamentària foral en les llistes de la coalició Navarresa Suma.
Va obtenir el premi al millor Treball Fi de Màster (Càtedra Hestia de la Universitat Internacional de Catalunya, 2019).
Està casada i té dos fills.

## Alcaldia
El juny de 2023, va ser triada com a cap de llista per Unió del Poble Navarrès a l'Ajuntament de Pamplona, en substitució del fins llavors alcalde, Enrique Maya. Maya havia governat entre 2011 i 2015 i entre 2019 i 2023, després de recuperar l'alcaldia de mans de Joseba Asiron (Euskal Herria Bildu).
Ibarrola va ser designada com a successora de Maya el 2023, quedant en primera posició en les eleccions d'aquell any amb 9 regidors dels 20 que té el ple, a tan sols 3.000 vots d'EH Bildu. Va ser investida el 17 de juny de 2023 al no forjar-se un pacte entre el Partit Socialista de Navarra i EH Bildu, els qui al costat de la resta de forces polítiques d'esquerra sumaven majoria absoluta. El PSN es va abstenir i Ibarrola va guanyar per majoria simple. Elma Saiz, la representant del grup municipal socialista havia declarat en campanya que no faria alcalde a Asiron.
Durant els següents sis mesos, Ibarrola es va veure implicada en nombroses polèmiques que no van fer més que augmentar els rumors sobre una moció de censura. Després de la reedició del govern de Pedro Sánchez al novembre de 2023, Elma Saiz va ser nomenada ministra de Seguretat Social i va abandonar el seu càrrec a l'ajuntament. Això, així com la situació de bloqueig cada vegada més insostenible que sofria el consistori, va propiciar que EH Bildu i PSN comencessin converses per a apartar-la del càrrec. Aquestes van fructificar el 13 de desembre de 2023, quan Joseba Asiron va presentar a l'ajuntament una moció de censura amb el suport de tots els grups del ple, excepte el PPN. La moció es va debatre el 28 de desembre de 2023 va posar fi al mandat d'Ibarrola, amb una durada de 194 dies, la més curta de la història de la ciutat.